# Ekman & Co.
Ekman & Co är ett handelsföretag inom pappersprodukter och pappersmassa. År 2011 omsatte företaget över 11 miljarder kronor, hade drygt 190 anställda och försäljningskontor etablerade i 24 länder på fem kontinenter.
Företaget grundades 1802 av kommerserådet Gustaf Henric Ekman, och ägdes 1986-1995 av Catena, men ägs idag av medlemmar av familjen Ekman tillsammans med de anställda.